# Adrienne Monnier
Adrienne Monnier (París, 26 de abril de 1892 - París, 19 de junio de 1955) fue una librera, editora, poeta y cronista francesa, influyente por el tejido de relaciones sociales que creó gracias a su librería La Maison des Amis des Livres.

## Biografía
Adrienne Monnier nació en París, en 1892. Era hija de un trabajador de correos al que su labor le hacía viajar mucho. En las ausencias paternas, la madre llevaba a la pequeña y a su hermana menor, Rinette, al teatro. Ella misma explicaba en sus memorias: Debussy y Maeterlinck se convirtieron en mis dioses. Esta influencia se prolongó a lo largo de su vida pues el teatro siempre fue su pasatiempo predilecto.
Tras finalizar sus estudios básicos en 1909, a la edad de dieciocho, se marchó a Inglaterra a trabajar como aupair con tal de aprender inglés. De su aterrizaje en el Reino Unido cuenta: 

Llegué a Inglaterra con el ferry de Dieppe-New Haven. Me mareé. Ya en el tren que me llevaba a Londres experimenté mi primer regocijo al ver cottages y, en especial, el color de aquella hierba verde límpida, un verde azulado que me pareció sobrenatural.

Durante tres meses se alojó con una familia en la capital, en Londres. Los seis siguientes los pasó en una escuela de Eastbourne. Después de su regreso a París empezó a formarse como secretaria literaria.
A los veinte años entró a trabajar en la editorial l’Université des Annales como secretaria de Cousine Yvonne –seudónimo que usaba Yvonne Sarcey–, donde estaría tres años. Mientras trabaja allí, visitaba en numerosas ocasiones a Marguerite Vallette-Eymery, conocida como Rachilde, editora del Mercure de France, ofreciéndose para cualquier trabajo que le pudiera dar, sin fortuna.
A comienzos de 1914, tras casi perder la vida en la catástrofe ferroviaria de Melun, su padre quedó cojo e inválido. Recibió una indemnización que entregó en su totalidad a su hija Adrienne para que pueda hacer realidad su sueño más preciado: fundar una librería en la Rive Gauche. Durante la guerra compró un local en su zona favorita de París. Estaban en un momento en el que había muchos locales disponibles y en el que los precios eran asequibles debido al conflicto que se estaba produciendo. Además, la competencia no suponía un problema para la nueva librería ya que la mayor parte de los libreros se encontraban luchando en el frente.
El 15 de noviembre de 1915, en el número 7 de la rue de l’Odéon, abrió sus puertas La Maison des Amis des Livres. Permaneció 36 años abierta, hasta el año 1951, año en el que Adrienne Monnier se vio forzada a jubilarse debido a un reumatismo infeccioso. Tras un largo tiempo conviviendo con el síndrome de Ménière, puso fin a su vida el 19 de junio de 1955. Entre sus papeles personales se encontró una nota tremendamente significativa: 

Pongo fin a mis días al no poder soportar más los ruidos que me martirizan desde hace ocho meses, por no hablar de los sufrimientos y fatigas que he padecido en los últimos años. Me encamino a la muerte sin miedo, sabiendo que aquí me encontré una madre al nacer y que me encontraré una madre en la otra vida.

## La Maison des Amis des Livres
La Maison des Amis des Livres, en el número 7 de la rue de l'Odéon, se inauguró el 15 de noviembre de 1915. Tenía como colaboradora a Suzanne Bonnierre y una muchachita, Hélène, que se encargaba de hacer los recados. Estaba especializada en literatura francesa y, al poco tiempo, se conviirtió en el corazón del París más literario. Adrienne Monnier no tuvo un camino fácil. Ya desde buen comienzo empezó a darse cuenta de puntos clave para el arte de regentar una librería:

El gran drama de una librera es la falta de espacio. Año tras año se van acumulando los libros. Año tras año se hace necesario descubrir un nuevo rincón donde poner otra estantería. Y comprendes también que, aunque te fuese dada la tierra entera, te faltaría espacio. El espacio vital… ¡nada más que un mito!

La primera visita conocida de La Maison des Amis des Livres fue la de Paul Fort. La amistad que trabaron llevó al autor a venderles las existencias enteras de su revista Vers et prose, que sumaban un total de 6.676 ejemplares, a cinco céntimos el ejemplar. Tanto Louis Aragon, como André Breton o Philippe Soupault fueron, en más de una ocasión, a comprar la revista.
A Jules Romains lo conoció personalmente a principios de 1916. Ya había leído con anterioridad parte de su obra. En concreto, fue en el año 1913 cuando leyó un cuento publicado en el Mercure de France que se titulaba Ancien maître des hommes. A partir de ese instante, devoró de un tirón todo lo que había publicado el autor hasta el momento. Tras hacerlo, le escribió una carta en la que le decía: En el número 7 de la Rue de l’Odéon hay una librería a la que le gustan sus libros.

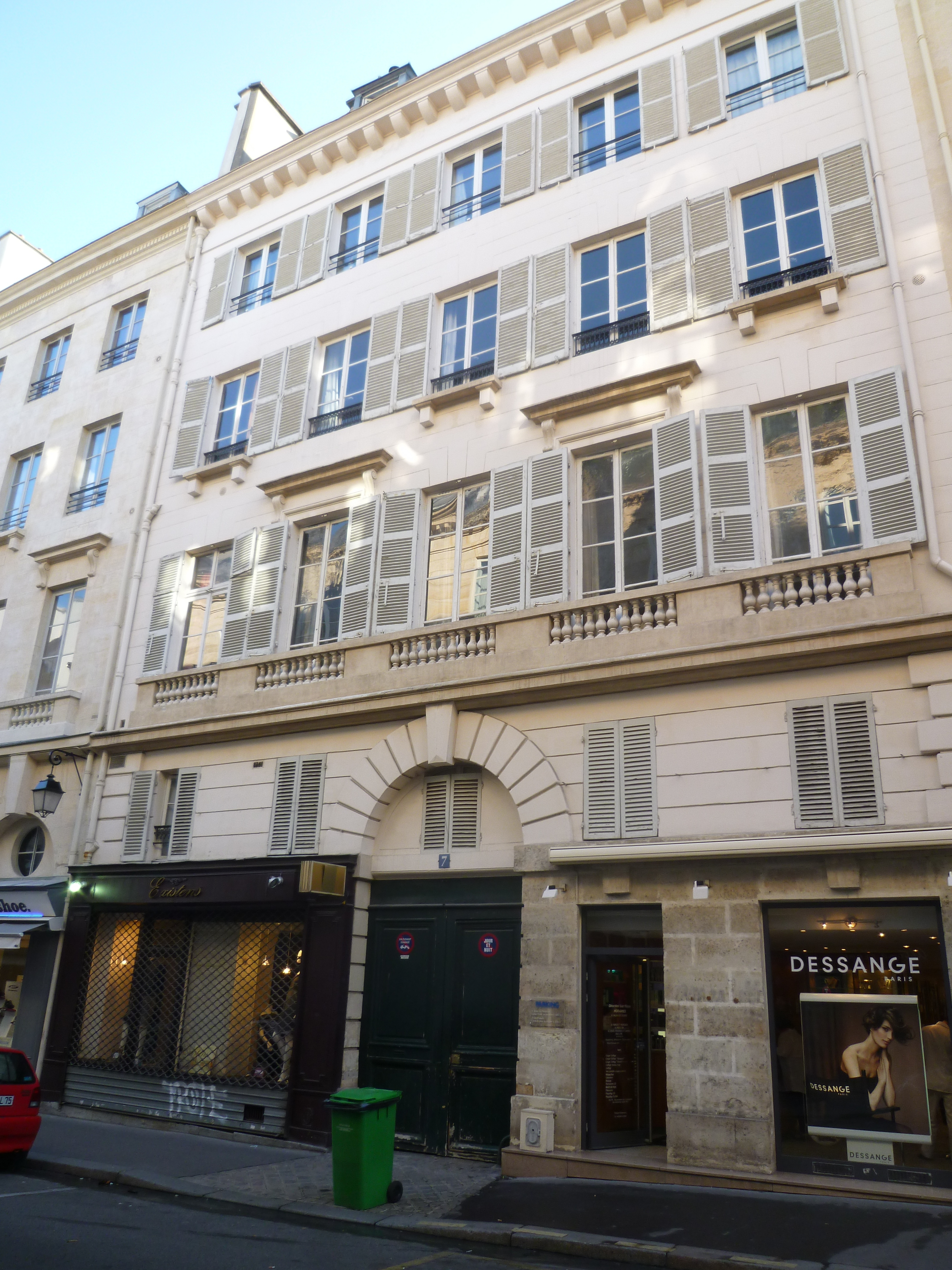
7 rue de l'Odéon, ubicación de La Maison des Amis des Livres, en la actualidad.

Durante ese año también conoció a André Breton, que estaba destacado en una ciudad de provincias. Sólo entrar, se convirtió en un cliente asiduo de la librería. Adrienne Monnier lo describía de la siguiente manera: […] Sí, tenía claramente el tipo arcangelical, como T.S.Eliot, con quien no guarda más semejanzas que pertenecer a esa familia de figuras que vemos erigirse en los pórticos de las catedrales. Con el tiempo, la librería se convirtió en una suerte de almacén general de la revista Littérature que había sido fundada en 1919, cuyo primer número había aparecido en marzo. La publicación estaba dirigida por el mismo André Breton, por Louis Aragon y por Philippe Soupault. Su último número fue el 19, en mayo de 1921, tras dos años de su fundación.
Raymonde Linossier fue una de sus visitas más entrañables. Se conocieron en octubre del año 1917, cuando ésta terminó de escribir Bibi-la-Bibiste, dedicada a Francis Poulenc, amigo suyo de la infancia. Con esta pequeña obra, la autora creaba el bibismo, un corriente que representaba una suerte de dadaísmo antes de tiempo. Como la misma Adrienne Monnier dicta: Se trataba de una obrita realmente singular; se componía de cinco capítulos, de los cuales el más largo tenía doce líneas. Falleció muy joven, concretamente en 1930. La librera recordaba con gran pesar que le gustaba el título que le habían puesto: Potasson más joven del mundo.
A Paul Claudel empezó a leerlo con Tête d’or, como ella misma dice: una tarde de invierno de 1915. Lo conoció personalmente tras el fin de la guerra, en el año 1919, a su regreso de Río de Janeiro. Lo llevó a La Maison des Amis des Livres su sobrino, el doctor Jacques de Massary, que había pasado toda la guerra abonado a su biblioteca de préstamo.
Sylvia Beach influyó en muchos parámetros de la vida de Adrienne Monnier, uno de ellos fue el corte de pelo: Sylvia llevaba el pelo corto, y yo me lo corté al poco tiempo. Es tremendamente conmovedor leer el lujo de detalles con el que describía sus maneras, su forma de articular el francés, entre otras cosas: 

Esta joven estadounidense lucía un rostro original, de lo más atractivo. Hablaba francés con soltura, con un acento más inglés que americano; a decir verdad, no se trataba tanto de un acento como de una forma enérgica e incisiva de pronunciar las palabras; al escucharla no pensabas en un país, pensabas en una raza, en el carácter de una raza. En la conversación no vacilaba ni se detenía, nunca le faltaban las palabras, aunque llegado el caso se las inventaba a sabiendas. [...] En definitiva, esta joven americana tenía mucho humor; mejor dicho: era el humor en persona.

Sin el ejemplo de La Maison des Amis des Livres, la librería de Sylvia Beach, Shakespeare and Company, no hubiese existido. Adrienne Monnier le enseñó, entre otros parámetros, a llevar un negocio y a lidiar con la burocracia francesa. Sylvia nunca tomó una decisión importante sin consultarle. Ambas presidieron juntas los intercambios literarios anglo/franceses que se daban en la Rive Gauche.
Walter Benjamin visitó por primera vez la librería en enero de 1930, lo introdujo Félix Bertaux, aludiendo que era un gran admirador de J. M. Sollier. En julio de 1940, desde Lourdes donde se encontraba en plena huida –y dos meses antes de suicidarse en Portbou–, le escribió a Adrienne Monnier una misiva que terminaba de la siguiente forma:

[…] Me encuentro con usted no solo cuando pienso en París y en la Rue de l’Odéon –que quisiera encomendar a la más poderosa y menos solicitada de las divinidades protectoras–, sino también en muchas de las encrucijadas de mi mente. Me despido de usted expresándole mi más profundo afecto.

### Le Navire d'Argent
Le Navire d'Argent fue una revista literaria de corta vida publicada mensualmente, estuvo activa desde junio de 1925 hasta mayo de 1926. Era «de lenguaje francés pero de espíritu internacional». Fue fundada por Adrienne Monnier, con la colaboración de Sylvia Beach y con Jean Prévost como editor. El nombre escogido vino inspirado por el barco plateado que aparece en el escudo de armas parisiense. Tenía un coste de cinco francos por ejemplar o cincuenta por un año de subscripción. No resultó rentable económicamente, pero fue una parte clave de la escena literaria de los años veinte y lanzó a muchos escritores noveles en sus carreras.
En Le Navire d’Argent apareció la primera traducción al francés, fechada de mayo de 1925, de La canción de amor de J. Alfred Prufrock de T. S. Eliot. Asimismo, en octubre del mismo año, salió a la luz la traducción de una parte de Finnegans Wake de James Joyce. La edición de marzo de 1926 estuvo completamente dedicada a escritores americanos de la talla de E. E. Cummings, Walt Whitman y William Carlos Williams. Fue el primer medio en presentar traducciones de la obra de Ernest Hemingway al público francés. Adrienne Monnier escribía poesía en su publicación bajo el seudónimo de J. M. Sollier, basado en el nombre de soltera de su madre. En abril de 1926 se mostró, en su penúltima edición, una versión de El aviador de Antoine de Saint-Exupéry.
Fue sustituida al cabo de un tiempo por la Gazette des Amis des Libres que estuvo activa de enero de 1938 hasta mayo de 1940, también bajo la dirección de la librera.

### Las sesiones
Adrienne Monnier inventó una dinámica que llamaría las sesiones. Éstas fueron inauguradas por Jules Romains en 1917, eran encuentros en los que organizaba lecturas o pequeños conciertos para un público escogido. Las que se han podido registrar son las siguientes:
| Año                | Invitados                                                     | Evento                                                     |
| ------------------ | ------------------------------------------------------------- | ---------------------------------------------------------- |
| 1917               | Jules Romains                                                 | Lectura de Europe                                          |
| 1918               | Léon-Paul Fargue                                              | Lecturas (sin más detalles)                                |
| 1919 [21 de marzo] | Erik Satie, Jean Cocteau                                      | Audición de Socrate y lectura de Le cap de Bonne-Espérance |
| 1919 [abril]       | André Gide, Léon-Paul Fargue, André Bretton, Adrienne Monnier | Lecturas de una selección de Paul Valéry                   |

## La traducción delUlisesde James Joyce
Entre el año 1920 y 1921, Sylvia Beach, inseparable compañera, no tardó en hablarle a Adrienne Monnier sobre una obra magna que había llegado a sus manos: Ulises de James Joyce. Y no solamente ella, también Valery Larbaud, que había tenido la suerte de haber podido leerla en el inglés original. Tras ellos dos aparecieron todos los autores que habían escuchado hablar sobre la obra pero que no entendían la lengua inglesa y, por ende, no podían leer el libro, como era el caso de Léon-Paul Fargue.
Ante la dicotomía de quién traduciría este gran coloso, el propio autor se pronunció a favor de Valery Larbaud. Como narra en sus memorias la propia librera: Creo recordar que fui yo misma la que, azuzada por Joyce, le habló del tema.
Se presentó un inconveniente, necesitaban una serie de fragmentos traducidos para leerse una de las sesiones –concretamente, la de diciembre de 1921– que convocaba de forma habitual Adrienne Monnier. Jacques Benoist-Méchin, quien dominaba el inglés, tradujo los primeros fragmentos del Ulises para este fin. Tenía el favor de Larbaud. Benoist-Méchin contó con la ayuda de James Joyce para la traducción pues eran fragmentos difíciles. Asimismo, el autor le insistió a Léon-Paul Fargue para que colaborara. Éste dejó plantados en algunas ocasiones a Joyce y a Benoist-Méchin por lo que el trabajo de traducción tardó mucho más de lo que pensaban.
El cometido con los capítulos de la obra completa cambió de manos, Valery Larbaud se retiró de las apuestas y renunció a hacerlo; entonces, Auguste Morel aceptó el papel. De este cambio traductores existe una nota, de Larbaud, fechada a 24 de marzo de 1922, escrita desde la capital romana:

[…] Es un gran honor para mí, pero ya no quiero traducir nada […] Hasta tal punto renuncio a la traducción que renuncio incluso a hacer la del Ulises. ¿Quién la va a traducir? ¿Morel? ¿Una tirada pequeña de 2.000 ejemplares a dos francos y medio el ejemplar?

Valery Larbaud ya conocía a Auguste Morel, así como sabía de la calidad de sus traducciones. De hecho, fue él mismo quien sugirió que el cometido pasara a sus manos. Adrienne Monnier y Auguste Morel se conocían desde principios de los años veinte. A comienzos de 1924, tras asegurarle que tanto James Joyce como el mismo Larbaud –quien se comprometía a hacer un prólogo de la obra– colaborarían en todo lo posible, Auguste Morel empezó tan hercúleo trabajo. 
El 6 de junio de 1924, Auguste Morel entregaba el trabajo finalizado. A los dos días, Sylvia Beach, Valery Larbaud y la misma Monnier se reunieron para trabajar sobre el texto traducido. El momento queda registrado en una de las cartas de Larbaud, escrita el 17 del mismo mes:

La verdad es que fue muy divertida nuestra sesión de traducción del domingo. Aunque yo no estaba en forma. […] El caso es que Molly Bloom no es tan plebeya como la hizo Fargue. Creo que el tono que le encontró Sylvia se ajusta mucho mejor.

A principios de julio, James Joyce propuso un cambio en la presentación de la traducción de Penélope. Comentó que podrían suprimirse las tildes, los apóstrofos y la puntuación. Adrienne Monnier rápidamente escribió a Valery Larbaud para saber qué pensaba del tema, estando ella totalmente en contra. Para su sorpresa, Larbaud estuvo de acuerdo. 
Fue así como, en el primer número de la revista Commerce, fechada de agosto del mismo año, aparecieron los fragmentos ya traducidos para la sesión junto con otros, bastante más elaborados que los primeros que estaban hechos a toda prisa. La publicación, dirigida por la propia librera, reprodujo los fragmentos sin ninguna de las características mencionadas y supuso la aparición que todo el mundo esperaba con entusiasmo: el momento de leer a James Joyce. 
No sería hasta 1929 que la traducción completa del Ulises vería definitivamente la luz, tras cinco años de arduo trabajo.
Cabe mencionar, también, la traducción del capítulo de otra de las obras de James Joyce: la futura y controvertida Finnegans Wake. Entre el 1929 y el 1930, Sylvia Beach y Adrienne Monnier se vieron con frecuencia con el joven Samuel Beckett. James Joyce lo apreciaba muchísimo. Parecía un personaje salido de su propia obra, ambas pensaban: Nos asombraba su parecido con Joyce de joven, del que Sylvia tenía algunas fotos; se nos antojaba un nuevo Stephen Dedalus . En 1930 se convirtió en el responsable de la traducción del primer tercio de Anna Livia Plurabelle, capítulo del material que más tarde se convertiría en Finnegans Wake. La primera versión apareció en 1925 en Le Navire d'Argent, revista que también había sido fundada por la librera, con la colaboración de su compañera.

## El legado de Adrienne Monnier
La influencia de Monnier fue palpable debido al excelente núcleo de intelectuales que reunió a su alrededor. Todos ellos, tras su muerte, la recordaron con viveza y nostalgia, dejando sus testimonios por escrito. 
Jacques Prévert le dedicó un poema: La tienda de Adrienne

Una tienda, un pequeño establecimiento, una barraca de feria, un templo, un iglú, los bastidores de un teatro, un museo de cera y de sueños, un salón de lectura y, a veces, simple y llanamente una librería con libros para vender o prestar y devolver y clientes, los amigos de los libros, llegados para hojearlos, para comprarlos, para llevárselos. Y para leerlos. [...] Adrienne, antes de cerrar la tienda, a solas con sus libros, como se sonríe a los ángeles, les sonreía. Los libros, como diablillos buenos, le devolvían la sonrisa. Conservaba esa sonrisa y se iba. Y esa sonrisa iluminaba toda la calle, la Rue de l’Odéon, la calle de Adrienne Monnier.

Pascal Pia afirmó sobre la librera:

Adrienne Monnier se ha ido con la discreción que la caracterizaba, rodeando su fin de tanto silencio y pudor que aún hoy muchos de sus amigos la creen ausente sin más de la Rue de l’Odéon, en uno de esos viajes que hacía en verano a sus pastos alpinos.

Yves Bonnefoy reconoció:

¿Fue realmente el azar lo que me hizo entrar por primera vez en la tienda?¿Había a principios de 1944 muchos más libreros que ofrecieran en sus vitrinas a Lautréamont y Rimbaud, Artaud, Daumal, los surrealistas? Como la mayoría de jóvenes sedientos de poesía, también yo iba por necesidad a aquel lugar donde la señora vestida de gris, de azul –grandes faldas de colores inmemoriales– era mucho más que la encargada. [...] Fue la consciencia de las letras.

## Obras
- La Figure (1923). París: Éditions Julliard.
- Les Vertus (1926) París: Éditions Julliard.
- Fableaux (1932). París: Éditions Julliard.
- Souvenirs de Londres (1957). París: Mercure de France.
- Les Gazettes (1960). París: Éditions Gallimard.
- Rue de l'Odéon (1960). París: Éditions Albin Michel.
- Rue de l'Odéon (2011). Madrid: Gallo Nero Ediciones.